# 維管形成層
維管形成層是植物中纵向贯穿根和茎的一层组织，位于木质部和韧皮部之间，細胞形態扁平，細胞質濃。維管形成层一般由多层细胞所组成，严格说起来，其中只有一层原始细胞，可以不断地向内外分裂而增生细胞，不断增生的子细胞分化为木质部和韧皮部以及射线的细胞，使得植物的根和茎能不断地生长加粗。属于侧生分生组织。
維管形成层一般存在于裸子植物，也存在於被子植物的双子叶植物中，但是在单子叶植物中没有維管形成层，所以单子叶植物生长不能不断地加粗，绝大部分为草本植物，只有棕榈科具有乔木状，也是依靠维管束发展，不能有充分的次生生长能力。  